# Marvel Pinball
Marvel Pinball es un videojuego de pinball de 2010 desarrollado por Zen Studios. Cuenta con mesas de pinball temáticas de Marvel Comics. Está disponible como juego independiente para PlayStation 3 a través de PlayStation Network, y como contenido descargable para Pinball FX 2 en Xbox 360 a través de Xbox Live Arcade. Su contenido en PlayStation 3 también se puede jugar en Zen Pinball 2. Es el segundo título de pinball para PlayStation 3, después de Zen Pinball. Fue lanzado el 8 de diciembre de 2010 en Xbox 360 y el 14 de diciembre de 2010 en PlayStation 3.
El juego fue recibido positivamente por la crítica. Tiene una puntuación total de 87.73 % en Xbox 360 y 82.85 % en PlayStation 3 en GameRankings. Los revisores elogiaron la presentación visual de cada mesa y comentaron específicamente sobre los colores brillantes y los personajes animados. La mayoría de los revisores sintieron que el diseño de la mesa era excelente, sin embargo, algunos sintieron que ciertas secciones de la mesa se sentían vacías. Los críticos en general sintieron que era un excelente valor por el costo. Las ventas durante el mes de su lanzamiento superaron las 47,000 copias en Xbox 360 y las 19,000 en PlayStation 3.

## Jugabilidad
Marvel Pinball utiliza las mismas reglas básicas que una máquina pinball física, aunque en un entorno virtual. Al igual que con una máquina de pinball tradicional, el jugador dispara una bola de acero al campo de juego usando un émbolo. Una vez que la pelota está en juego, el jugador controla los flippers y puede empujar la máquina para influir en la trayectoria de la bola. Cada una de las mesas del juego se vuelve más compleja a medida que avanza el juego, abriendo nuevos caminos y oportunidades.
La versión de Xbox 360 se lanzó como contenido descargable para otro videojuego de pinball Zen, Pinball FX 2. La versión para PlayStation 3 de Marvel Pinball está disponible como versión independiente únicamente.  Si bien la versión de PlayStation 3 no cuenta con multijugador en pantalla dividida, presenta la capacidad de empujar la mesa inclinando el control.  Ambas versiones cuentan con cuatro mesas de pinball basadas en los principales personajes de Marvel Comics: Blade, Iron Man, Spider-Man y Wolverine .  Las tablas adicionales están disponibles a través del contenido descargable. El sitio oficial realizó una encuesta para determinar qué tabla se lanzaría a continuación según la respuesta de los fanáticos.
| Marvel Pinball                              | Vengeance and Virtue                       | Avengers Chronicles                                                   | Marvel Legends                                      | Heavy Hitters                  | Cinematic                                                     | Women of Power        |
| ------------------------------------------- | ------------------------------------------ | --------------------------------------------------------------------- | --------------------------------------------------- | ------------------------------ | ------------------------------------------------------------- | --------------------- |
| - Wolverine - Spider-Man - Iron Man - Blade | - Ghost Rider - Moon Knight - Thor - X-Men | - The Infinity Gauntlet - World War Hulk - Fear Itself - The Avengers | - Fantastic Four - Captain America - Doctor Strange | - Civil War - Deadpool - Venom | - Guardians of the Galaxy - Avengers: Age of Ultron - Ant-Man | - A-Force - Champions |

## Desarrollo
Marvel Pinball se filtró por primera vez al público a través del sitio web de la Junta de Clasificación de Australia el 20 de octubre de 2010.  Se anunció oficialmente el 15 de noviembre, y lanzado el 8 de diciembre en Xbox 360 y el 14 de diciembre en PlayStation 3. Estaba disponible como un juego independiente para PlayStation 3 a través de PlayStation Network, y como contenido descargable para Pinball FX 2 en Xbox 360 a través de Xbox Live Arcade. Es el segundo título de pinball para PlayStation 3, después de Zen Pinball. Como Marvel Comics otorgó a Zen Studios la licencia completa para el universo Marvel, el estudio afirmó que las mesas futuras se expandirán más allá de los personajes para cubrir eventos como la Marvel Civil War y el Dark Siege.
En una entrevista con Gamesworld, Zen Studios insinuó que una mesa centrada en Capitán América sería contenido descargable, junto con otro contenido también. Para 2011, la mesa Fantastic Four estuvo disponible el 17 de mayo en PlayStation Network y el 18 de mayo en Xbox Live. La mesa Capitán América se lanzó el 28 de junio en PSN y el 29 de junio para Xbox Live.
Posteriormente, en julio, Zen Studios y Marvel Comics presentaron Vengeance and Virtue, una expansión de cuatro mesas para Marvel Pinball. La primera de las mesas, con el tema del personaje Ghost Rider, fue revelada al mismo tiempo. Zen y Marvel anunciaron además que Marvel Pinball llegará a plataformas adicionales, para Nintendo 3DS, Wii U, PlayStation Vita, iOS, Android y Microsoft Windows. La segunda mesa del paquete de expansión Vengeance and Virtue se reveló como X-Men en la New York Comic Con de 2011. La tercera mesa, basada en Moon Knight, fue revelada en noviembre. La cuarta y última mesa, Thor, se reveló en diciembre, al igual que las fechas de lanzamiento de la expansión, el 13 de diciembre para PlayStation Network y el 14 de diciembre para Xbox Live Arcade. Un representante de Zen Studios confirmó en los foros de Zen Studios que se estaba desarrollando una mesa temática de Hulk.
En 2012, se reveló un nuevo paquete de cuatro titulado Avengers Chronicles. El paquete incluía tablas basadas en The Infinity Gauntlet, World War Hulk, Fear Itself y The Avengers y fue lanzado el 19 de junio. Además, se dieron a conocer tablas centradas en Marvel Civil War y Doctor Strange. La mesa de la Guerra Civil fue lanzada el 20 de noviembre. La mesa Doctor Strange fue lanzada el 17 de diciembre de 2013.

## Recepción
Marvel Pinball fue lanzado con una recepción positiva entre los críticos. Actualmente tiene una puntuación total de 87.73 % en GameRankings en Xbox 360 y 82.85 % en PlayStation 3.  El sitio web agregado Metacritic informa puntajes similares, con la versión de Xbox 360 con un promedio de 86/100 y la versión de PlayStation 3 con un promedio de 83/100.  Las ventas durante el mes de su lanzamiento superaron las 47.000 copias en Xbox 360 y las 19.000 en PlayStation 3. Las ventas de 2011 del paquete inicial superaron las 47,000 unidades en Xbox Live Arcade.
Richard Basset de TeamXbox le dio a Marvel Pinball un 9.5/10, afirmando de la versión de Xbox Live que las mesas "son una adición de primer nivel a un juego increíble". El crítico de MS Xbox World también le dio a la versión de Xbox Live un 9.5/10, afirmando que "Marvel Pinball es, con mucho, el mejor paquete de mesas que Pinball FX2 tiene para ofrecer y brinda algo tanto a los fanáticos del cómic como del pinball". Robert Workman de GameZone le dio un 8.5/10, afirmando que era "simplemente una compra obligada".
Jim Cook, de Gamers Daily News, califica la versión de Xbox Live con un 8,5/10 ligeramente más bajo, y dice que Marvel Pinball tiene "un precio razonable para lo que obtienes y sus buenos aspectos definitivamente superan el juego algo estéril en la mitad del campo en la mayoría de los juegos estas mesas". Mike Rose de Strategy Informer le dio a Marvel Pinball un 8.5/10. Afirmó que si bien sentía que las cuatro mesas eran increíbles, necesitaba "tener en cuenta a todos los jugadores, y si bien esta es una experiencia casi perfecta para los fanáticos del pinball, muchos jugadores no encontrarán la acción tan emocionante". Matt Miller de Game Informer lo calificó con un 8.5/10, elogiando su "excelente arte cómico y efectos visuales altamente detallados que hacen que cada mesa explote con energía y color". Sin embargo, criticó la pérdida de realismo con las interacciones de los personajes con la mesa: "Tampoco siempre me gusta cuando ocurren eventos en pantalla que no serían posibles en una mesa real, [...] el juego está en su punto más alto, mejor cuando se mantiene la ilusión del verdadero pinball", afirmó.
Matthew Keast de GamesRadar lo calificó con un 7/10. Elogió el aspecto general de cada mesa, pero citó problemas de visibilidad cuando la mesa de Blade cambia de día a noche. Matt Swider de GamePro no estuvo de acuerdo, afirmando que "la elección extraña de Blade entre los otros tres pesos pesados de Marvel demuestra ser exitosa con su gran uso de temas diurnos y nocturnos". Swider elogió aún más las peleas animadas entre los héroes y los villanos durante el juego. Advirtió a los usuarios que, debido a los detalles intrincados, "no era un juego ideal si tienes un televisor pequeño".